# القويرة (السوم)

تعديل مصدري - تعديل

القويرة هي إحدى قرى عزلة السوم بمديرية السوم التابعة لمحافظة حضرموت، بلغ تعداد سكانها 82 نسمة حسب تعداد اليمن لعام 2004.